# Málaga Club de Fútbol 2014-2015
Questa voce raccoglie le informazioni riguardanti il Málaga Club de Fútbol nelle competizioni ufficiali della stagione 2014-2015.

## Organigramma societario
Organigramma societario tratto dal sito della squadra.
Area direttiva
- Presidente: Abdullah Al Thani
- Vice Presidente esecutivo: Moayad Shatat
- Direttore del protocollo e relazioni istituzionali: Francisco Martin Aguilar
- Consiglio Consultivo: Antonio Fernandez Benitez, Abdullah Ben Barek
- Direttore Generale: Vincente Casado, Manuel Novo

Area tecnica
- Allenatore: Javi Gracia
- Allenatore in seconda: Clever Marcelo Romero Silva
- Direttore Sportivo: Mario Husillos
- Coordinatore dell'accademia: Manel Casanova
- Responsabile dei Servizi medici: Juan Carlos Pérez Frias

## Maglie
| Casa | Trasferta | Terza divisa |

## Rosa
Rosa tratta dal sito ufficiale della società.
| N. |                           | Ruolo | Calciatore              |  |
| -- | ------------------------- | ----- | ----------------------- |  |
| 1  | Camerun (bandiera)        | P     | Idriss Carlos Kameni    |  |
| 13 | Messico (bandiera)        | P     | Guillermo Ochoa         |  |
| 27 | Argentina (bandiera)      | P     | Agustín Cousillas       |  |
|    | Panama (bandiera)         | D     | Roberto Chen            |  |
| 3  | Brasile (bandiera)        | D     | Weligton Oliveira       |  |
| 4  | Portogallo (bandiera)     | D     | Flávio Ferreira         |  |
| 5  | Portogallo (bandiera)     | D     | Vitorino Antunes        |  |
| 15 | Argentina (bandiera)      | D     | Marcos Angeleri         |  |
| 18 | Venezuela (bandiera)      | D     | Roberto Rosales         |  |
| 19 | Costa d'Avorio (bandiera) | D     | Arthur Boka             |  |
| 20 | Spagna (bandiera)         | D     | José Manuel Casado      |  |
| 21 | Spagna (bandiera)         | D     | Sergio Sánchez Ortega   |  |
| 23 | Spagna (bandiera)         | D     | Miguel Torres Gómez     |  |
| 24 | Bielorussia (bandiera)    | D     | Igor Filipenko          |  |
| 31 | Spagna (bandiera)         | D     | Iván Rodríguez del Pozo |  |
| 6  | Spagna (bandiera)         | C     | Ignacio Camacho         |  |
| 8  | Spagna (bandiera)         | C     | Francisco Portillo      |  |

| N. |                           | Ruolo | Calciatore                   |  |
| -- | ------------------------- | ----- | ---------------------------- |  |
| 10 | Costa d'Avorio (bandiera) | C     | Bobley Anderson              |  |
| 11 | Spagna (bandiera)         | C     | Pablo Pérez                  |  |
| 12 | Argentina (bandiera)      | C     | Fernando Tissone             |  |
| 14 | Spagna (bandiera)         | C     | Recio                        |  |
| 17 | Portogallo (bandiera)     | C     | Sergio Paulo Barbosa Valente |  |
| 22 | Spagna (bandiera)         | C     | Luis Alberto                 |  |
| 28 | Venezuela (bandiera)      | C     | Juan Pablo Añor              |  |
| 30 | Spagna (bandiera)         | C     | Sergi Darder                 |  |
| 2  | Marocco (bandiera)        | A     | Nordin Amrabat               |  |
| 7  | Spagna (bandiera)         | A     | Samuel García Sánchez        |  |
| 9  | Paraguay (bandiera)       | A     | Roque Santa Cruz             |  |
| 9  | Spagna (bandiera)         | A     | Javi Guerra                  |  |
| 10 | Portogallo (bandiera)     | A     | Ricardo Horta                |  |
| 11 | Spagna (bandiera)         | A     | Juanmi Jiménez               |  |
| 16 | Argentina (bandiera)      | A     | Ezequiel Rescaldani          |  |
| 29 | Spagna (bandiera)         | A     | Samu Castillejo              |  |

## Calciomercato

### Sessione estiva(dal 1/7 al 31/8)
| Acquisti | Acquisti            | Acquisti        | Acquisti      |
| R.       | Nome                | da              | Modalità      |
| -------- | ------------------- | --------------- | ------------- |
| P        | Guillermo Ochoa     | Ajaccio         | definitivo    |
| D        | Roberto Chen        | Zulte Waregem   | fine prestito |
| D        | Miguel Torres Gómez | Olympiacos      | definitivo    |
| D        | Roberto Rosales     | Twente          | definitivo    |
| D        | Arthur Boka         | Stoccarda       | definitivo    |
| C        | Recio               | Granada         | fine prestito |
| A        | Nordin Amrabat      | Galatasaray     | prestito      |
| A        | Ricardo Horta       | Vitória Setúbal | definitivo    |
| A        | Luis Alberto        | Liverpool       | prestito      |

| Cessioni | Cessioni           | Cessioni        | Cessioni      |
| R.       | Nome               | a               | Modalità      |
| -------- | ------------------ | --------------- | ------------- |
| P        | Willy Caballero    | Manchester City | definitivo    |
| D        | Jesús Gámez        | Atlético Madrid | definitivo    |
| D        | Eliseu             | Benfica         | definitivo    |
| C        | Bobley Anderson    | Alcorcón        | prestito      |
| A        | Mounir El Hamdaoui | Fiorentina      | fine prestito |

### Sessione invernale(dal 5/1/2015 al 2/2/2015)
| Acquisti | Acquisti        | Acquisti     | Acquisti   |
| R.       | Nome            | a            | Modalità   |
| -------- | --------------- | ------------ | ---------- |
| D        | Jahor Filipenka | BATĖ Borisov | definitivo |
| A        | Javi Guerra     | Cardiff City | prestito   |

| Cessioni | Cessioni            | Cessioni     | Cessioni      |
| R.       | Nome                | da           | Modalità      |
| -------- | ------------------- | ------------ | ------------- |
| D        | Vitorino Antunes    | Dinamo Kiev  | definitivo    |
| D        | José Manuel Casado  | Almería      | definitivo    |
| C        | Pablo Pérez         | Boca Juniors | prestito      |
| C        | Francisco Portillo  | Real Betis   | prestito      |
| A        | Oleksandr Jakovenko | Fiorentina   | fine prestito |
| A        | Roque Santa Cruz    | Cruz Azul    | definitivo    |

## Risultati

### Primera División

#### Girone di andata
| Arbitro: | Lahoz (Comitato valenzano) |

|             |           |  |
| Alberto 36’ | Marcatori |  |

### Coppa del Re

#### Sedicesimi di finale
| Arbitro: | Lahoz (Comitato valenzano) |

|           |           |             |
| Toché 68’ | Marcatori | 11’ Camacho |

| Arbitro: | Munuera (Comitato valenzano) |

|                                          |           |             |
| Santa Cruz 51’ 68’ Recio 59’ Camacho 89’ | Marcatori | 57’ Postiga |

#### Ottavi di finale
| Arbitro: | Hernández (Comitato di Las Palmas) |

|                      |           |  |
| Juampi 16’ Horta 79’ | Marcatori |  |

| Arbitro: | González (Comitato castiglianoleonese) |

|                             |           |                     |
| Barral 70’ 73’ Juanfran 84’ | Marcatori | 22’ Horta 38’ Recio |

#### Quarti di finale
| Malaga 21 gennaio 2015, ore 22:00 CEST Quarti di finale | Malaga                             | 0 – 0 referto | Athletic Bilbao | Estadio La Rosaleda (17000 spett.)\| Arbitro: \| Prieto Iglesias (Comitato navarro) \| |
| Arbitro:                                                | Prieto Iglesias (Comitato navarro) |               |                 |                                                                                        |

| Arbitro: | Velasco Carballo (Comitato madrileno) |

|            |           |  |
| Aduriz 48’ | Marcatori |  |

## Giovanili

### Organigramma
Dal sito ufficiale della società
Málaga CF Juvenil Div. Honor
- Allenatore: Manel Ruano Bausán
- Allenatore in seconda: Manuel Gestoso Campos
- Allenatore dei portieri: Mario Bazán Díaz
- Preparatore atletico: Julio Alberto Rodríguez Pérez
- Fisioterapista: Miguel Jiménez

Málaga CF Cadete
- Allenatore: Carlos González Juárez
- Allenatore in seconda: Jesús Díaz Medina
- Preparatore atletico: Alejandro Añon Gómez
- Fisioterapista: Emilio Merchán

Málaga CF Infantil A
- Allenatore: Raul Iznata Zabala
- Allenatore in seconda: Alberto Párraga
- Allenatore dei portieri: Miguel Ángel Santos
- Preparatore atletico: Juan Carlos García

Málaga CF Infantil B
- Allenatore: Juan Díaz Palomo
- Allenatore in seconda: Rubén Castillo
- Allenatore dei portieri: Ángel Palencia
- Preparatore atletico: Francisco Ramos

Málaga CF Alevin
- Allenatore: José Márquez Vargas
- Allenatore in seconda: Francisco García

Málaga CF Alevin A
- Allenatore: Antonio Cazalla
- Allenatore in seconda: Mario Pérez Yáñez

Málaga CF Alevin B
- Allenatore: Víctor Borrego
- Allenatore in seconda: Rafael Morales Bautista

Málaga CF Benjamin
- Allenatore: José A. González
- Allenatore in seconda: Mario Rueda Guerrero

Málaga CF Benjamin A
- Allenatore: José Reina Sánchez
- Allenatore in seconda: Javier Escaño Piñero

Málaga CF Benjamin B
- Allenatore: Manuel Del Paso
- Allenatore in seconda: Francisco Morales

Málaga CF Prebenjamin
- Allenatore: Cristian Galiana
- Allenatore in seconda: José Carlos Ramírez